# Pył snów
Pył snów (ang. Dust of Dreams) – dziewiąty z dziesięciu tomów epickiej serii fantasy Malazańskiej Księgi Poległych kanadyjskiego pisarza Stevena Eriksona.
Powieść opublikowano po raz pierwszy w 2009 roku w Wielkiej Brytanii. W Polsce pojawiła się w roku 2010 wydana nakładem wydawnictwa Mag w tłumaczeniu Michała Jakuszewskiego. Ze względu na znaczny rozmiar w polskim wydaniu została podzielona na dwie części:
- Pył snów. Wymarsz
- Pył snów. Pustkowia